# Xã Marion, Quận Sebastian, Arkansas
Xã Marion (tiếng Anh: Marion Township) là một xã thuộc quận Sebastian, tiểu bang Arkansas, Hoa Kỳ. Năm 2010, dân số của xã này là 4.689 người.